# Widmerpool
Widmerpool is een civil parish in het bestuurlijke gebied Rushcliffe, in het Engelse graafschap Nottinghamshire met 339 inwoners.

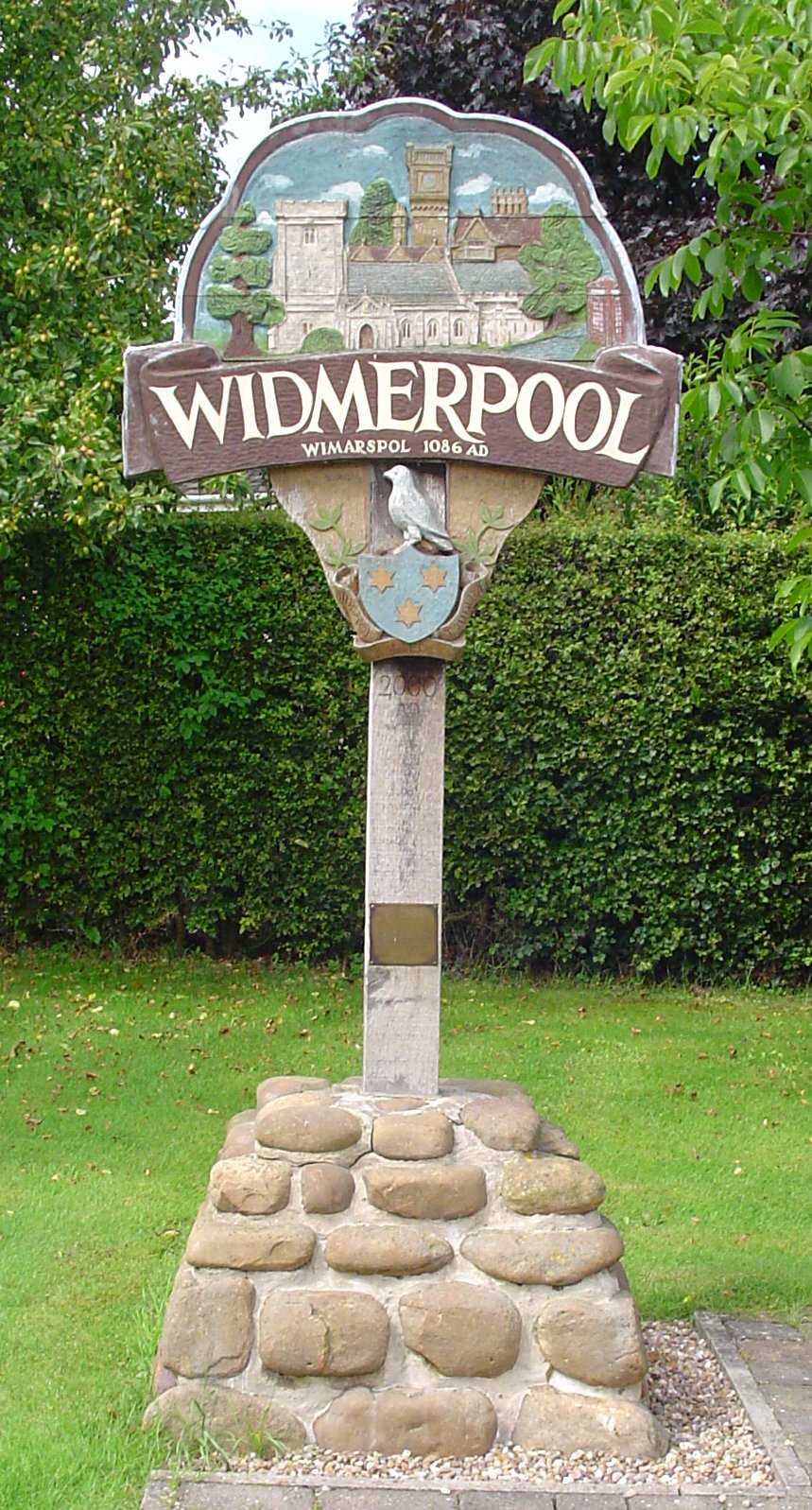
Widmerpool
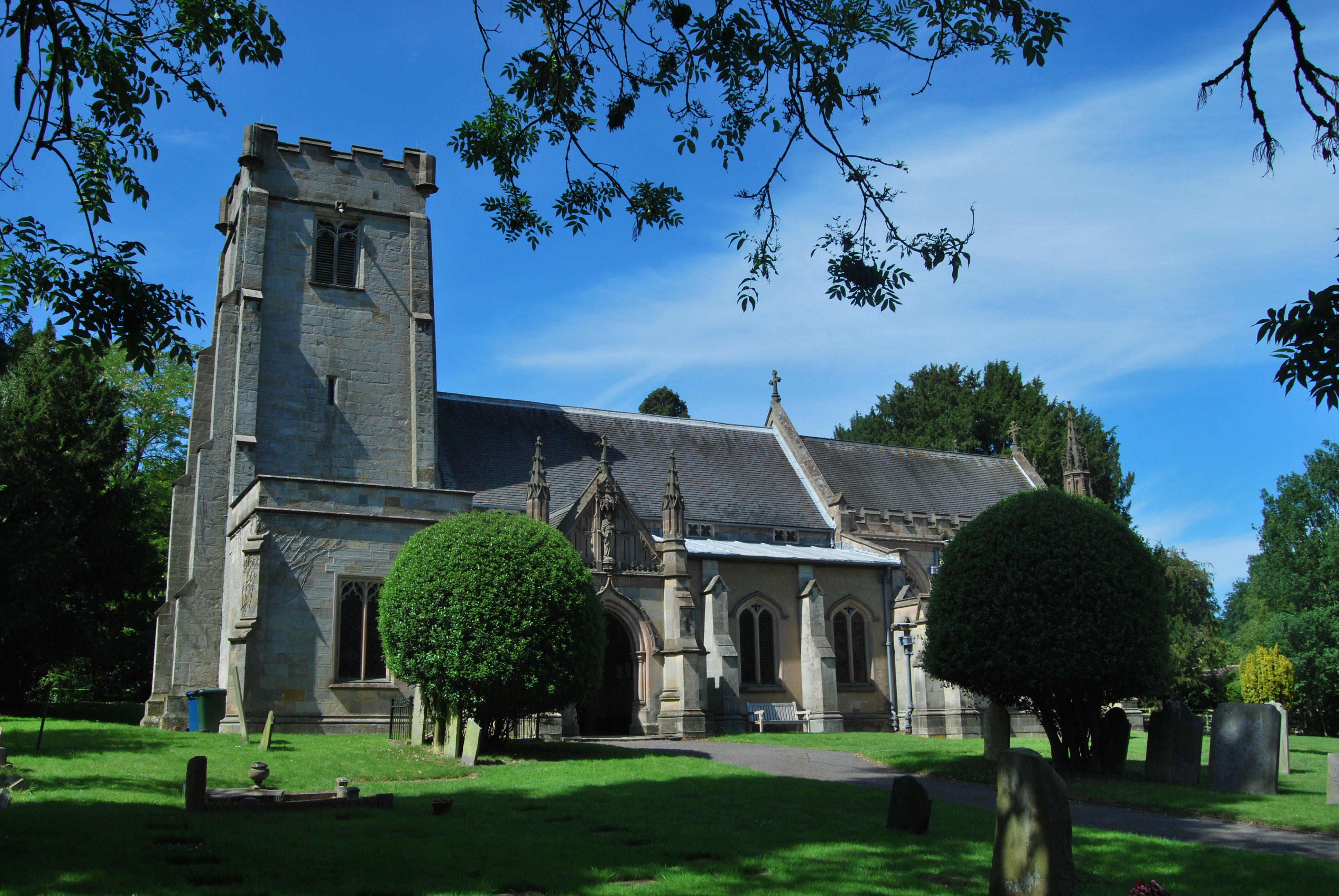
Kerk van St. Petrus en St. Paulus